# Mount Nipha
Mount Nipha är ett berg i Antarktis. Det ligger i Östantarktis. Nya Zeeland gör anspråk på området. Toppen på Mount Nipha är 760 meter över havet.
Terrängen runt Mount Nipha är huvudsakligen kuperad. Mount Nipha är den högsta punkten i trakten. Trakten är obefolkad. Det finns inga samhällen i närheten.